# Mramba (Tsebelda)
Mramba (en georgiano: მრამბა; en abjasio: Мрамба) es una aldea que pertenece a la parcialmente reconocida República de Abjasia, parte del distrito de Gulripshi, aunque de iure pertenece al municipio de Gulripshi de la República Autónoma de Abjasia de Georgia.

## Geografía
Mramba se encuentra en las estribaciones de los montes de Abjasia, en el valle del río Kodori. La aldea se encuentra a 32 km de Gulripshi y se administra desde el pueblo de Tsebelda. 

## Demografía
La evolución demográfica de Mramba entre 1959 y 1989 fue la siguiente:
| 178                                                 | 35 |
| (Fuente: Population of Abkhazia since Soviet times) |    |

Antes de la guerra de Abjasia, la mayoría de la población local eran georgianos.

## Infraestructura

### Arquitectura, monumentos y lugares de interés
En la aldea se encuentran las ruinas de un templo cristiano medieval temprano que consistía en una basílica de un solo ábside.